# 石坦隧道
石坦隧道是温州市域铁路S1线的三条山岭隧道之一（另两条是大罗山隧道和龙湾隧道），位于中华人民共和国浙江省温州市龙湾区状元街道文昌站和龙腾路站之间（进洞口位于龙湾区状元街道石坦村，出洞口位于龙湾区状元街道西台村），全长593米。

## 历史
- 2011年11月11日，石坦隧道开工[3]。
- 2012年12月18日，石坦隧道进出口和明挖段4个推进工作面全部形成[2]。
- 2019年1月23日，石坦隧道随S1线的开通而启用[4]。